# Glaucina ochrofuscaria
Glaucina ochrofuscaria là một loài bướm đêm trong họ Geometridae.